# دهستان کلار غربی
دهستان کلار غربی یکی از دهستان‌های شهرستان عباس‌آباد در استان مازندران ایران است که در بخش کلار قرار دارد.

## جمعیت
براساس سرشماری مرکز آمار ایران در سال ۱۳۹۵، جمعیت دهستان کلار غربی ۲۲۹۳ نفر (در ۷۵۱ خانوار) بوده‌است.